# Riksdaler Thụy Điển
Riksdaler là một đồng tiền được giới thiệu vào Thụy Điển trong năm 1534 như daler, xuất phát từ thaler, và đổi tên dưới tên hiện tại của nó trong năm 1604. Nó là đơn vị tiền tệ chính của Thụy Điển từ năm 1777 đến 1873, khi nó được thay thế bằng đồng krona Thụy Điển.

## Lịch sử

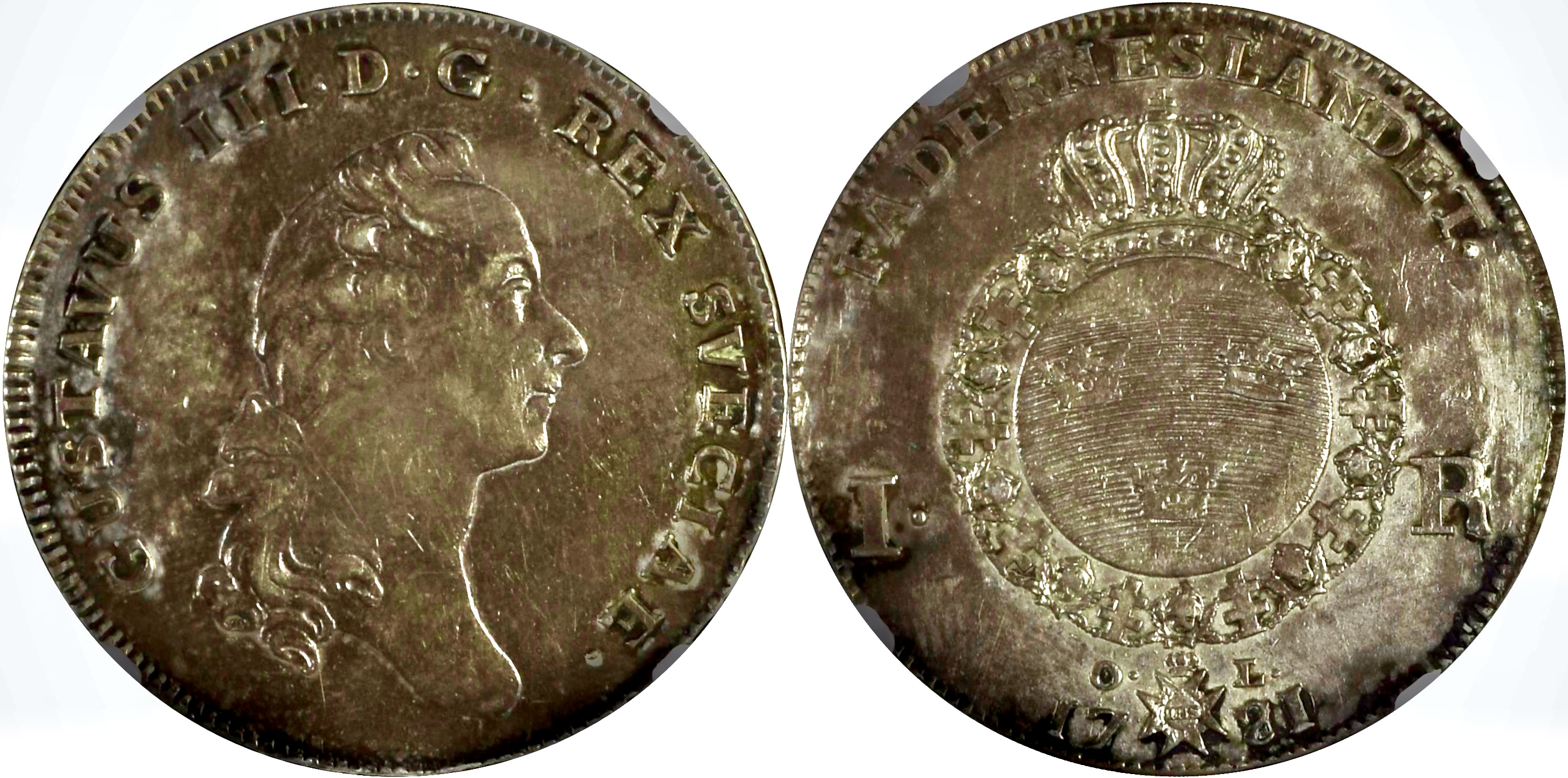
Xu bạc: 1 Riksdaler Thụy Điển với chân dung của vua Gustav III ở mặt trước, mặt sâu là con dấu của vương thất, đúc năm 1781

### 1534–1777
Riksdaler được chia thành 48 kỹ năng, bản thân được chia thành 12 rundstycken hoặc ore. Tiền tệ chính thức đang hoạt động, tuy nhiên, là daler hoặc dahler, được chia thành 4'marcs hoặc 32 ore. Đồng xu bạc hoặc đồng được tìm thấy, đồng xu bạc có mệnh giá lớn hơn ba lần so với đồng.

### 1777–1873
trong 1777 một sắc lệnh hoàng gia làm cho riksdaler trở thành loại tiền tệ chính thức của các tài khoản ở Thụy Điển. Riksdaler sau đó có giá trị 6 dahlers bạc, hoặc đồng 18 dahlers. Các đồng tiền đúc có giá trị là 1, 2⁄3, 1⁄3, 1⁄6, 1⁄12 và 1⁄24 của riksdaler.